# Abdoul Kader Haïdara
Abdoul ou Abdel Kader Haïdara est né à Tombouctou, en 1964. Il dirige la Bibliothèque commémorative Mamma Haidara qu'il a fondé à partir du fonds de manuscrits hérité de son père Mamma Haïdara. Bibliothécaire et archiviste, il œuvre à la mise en place de bibliothèques privées pour la préservation des collections de manuscrits détenus dans différentes familles religieuses à Tombouctou. 

## Biographie Abdel Kader Haïdara est né àTombouctou, en 1964
La famille Haidara collectionne les manuscrits depuis le 16e siècle. Le père d’Abdel Kader Haidara, Mohammed Haidara est un érudit de l'Islam. Il a acquis de nombreux manuscrits au cours de ses voyages en Afrique, et il en a fait don à l’Institut des hautes études et des recherches islamiques Ahmed-Baba.
En 1981, Mohammed Haidara meurt, Abdel Kader Haidara a 17 ans. Malgré ses nombreux frères et sœurs, il hérite de la collection familiale de manuscrits. Recruté quelques années plus tard par le directeur de l'Institut des hautes études et des recherches islamiques Ahmed-Baba, il abandonne ses études en commerce et commence sa recherche des manuscrits anciens.
Durant les années qui suivent, Abdel Kader Haidara visite les villages du Mali à la recherche des milliers de manuscrits cachés à la suite de la conquête marocaine de Tombouctou. Ce travail de recensement débute par la visite des grandes familles de Tombouctou, puis s'étend aux villes et aux villages subsahariens. À pied, à dos de chameau, ou en barque, Abdel Kader Haidara rencontre de nombreux chefs de villages. Il est souvent reçu avec suspicion, car les documents qu'il recherche font partie des héritages familiaux depuis des siècles. Il doit alors expliquer sa démarche de conservation et d'archivage. Souvent, il doit négocier l'achat ou le troc de ces documents.
En 1993, Abdel Kader Haidara se met à son compte afin de se consacrer à la bibliothèque familiale. Il fonde, avec d'autres directeurs de bibliothèques privées, la fondation Savama-DCI, qui a pour mission de la sauvegarde et la valorisation des manuscrits islamiques.
En 1996, des officiels du gouvernement libyen lui proposent de racheter sa collection et de la transférer à Tripoli. Abdel Kader Haidara refuse. La même année, la fondation Ford offre une bourse de 600 000$ à la fondation Savama-DCI. Les fonds serviront à la construction de deux nouvelles bibliothèques à Tomboucktou, ainsi que la rénovation de la bibliothèque Mama Haïdara. Cette bibliothèque recueille la collection de manuscrit de la famille Haidara.
En 1997, Henry Louis Gates Jr., professeur a Harvard, dirige une série télévisée sur l'histoire africaine. Abdel Kader Haidara le croise et lui montre ses manuscrits. Henry Louis Gates lui promet de l'aider dans sa campagne de financement. Grâce à l'appui du Professesur Gates, la fondation Andrew Mellon décide de financer les recherches d'Abdel Kader Haidara.
En avril 2012, le nord du Mali est envahi par les forces d'Al-Qaïda au Maghreb islamique. La ville de Tombouctou et ses habitants sont menacés. Abdel Kader Haidara craint pour la sécurité des manuscrits, car ils décrivent souvent un Islam plus modéré que celui des jihadistes. Avec l'aide de membres de sa famille, d'employés de bibliothèque, de guides touristique, il met tout d'abord en place un réseau pour cacher les manuscrits dans des malles en métal.
En mai 2013, Abdel Kader Haidara quitte Tombouctou pour Bamako. Aidé financièrement par des ONG, il organise le transfert des manuscrits de Tombouctou à Bamako. Entre septembre 2013 et janvier 2014, plus de deux mille caisses sont évacuées, contenant environ  278 000 pages de manuscrits.

## Prix et distinctions
- 2012: Docteur Honoris Causa en  Lettres et Sciences Humaines par l’École Normale Supérieure de Lyon[8]
- 2014: Prix allemand pour l'Afrique[9]